# Steve Grossman
Pour les articles homonymes, voir Grossman.
Steve Grossman, né le 18 janvier 1951 à New York et mort le 13 août 2020 à Glen Cove, est un saxophoniste de jazz et jazz-rock fusion américain.

## Citation
« Tu es le premier enfoiré de blanc à jouer dans mon groupe, lance Miles Davis au jeune Steve Grossman. J'espère que tu te sens à l'aise. »

— Jazz magazine, mai 1992 cité par Franck Bergerot dans Miles Davis, Introduction au jazz moderne, Seuil, 1996, p.172.
Pour l'anecdote, ce n'était pas le premier, Bill Evans ayant été le pianiste du groupe sur l'album Kind of blue (1959) et sur scène une dizaine d'années plus tôt. Par ailleurs, dès 1948, Miles Davis fut un des premiers musiciens de jazz noir à "embaucher" des musiciens blancs dans sa formation : Lee Konitz et Gerry Mulligan sont présents sur l'album Birth of the cool.

## Discographie
- Some Shapes to Come avec Don Alias, Jan Hammer, Gene Perla, 1973
- Jazz a confronto avec Afonso Viera, Alessio Urso, 1975
- Terra Firma , 1977
- New Moon Musica Records, 1978
- Born at the Same Time avec Patrice Caratini, Michel Graillier, Daniel Humair, 1978
- Way Out East Vol 1 & 2 avec Joony Booth, Joe Chambers, 1984
- Hold the Line avec Joony Booth, Hugh Lawson, Masahiro Yoshida, 1984
- Love Is The Thing avec Billy Higgins, Cedar Walton, David Williams, 1985
- Steve Grossman Quartet Vol 1 & 2, 1985
- Standards avec Walter Booker, Fred Henke, Masahiro Yoshida, 1985
- Katonah avec Takehiro Honda, Hideo Kawahara, Yasushi Yoneki, Masahiro Yoshida, 1986
- Bouncing avec Mr. A.T.,  Trio with Tyler Mitchell (en), Art Taylor, 1989
- Moon Train, 1990
- Relections avec Alby Cullaz, Simon Goubert, 1990
- My Second Prime avec Charles Bellonzi, Fred Henke, 1990
- Do It avec Barry Harris, Reggie Johnson, Art Taylor, 1991
- In New York avec Avery Sharpe, Art Taylor, McCoy Tyner, 1991
- Time to Smile avec Tom Harrell, Elvin Jones, Cecil McBee, Willie Pickens, 1993
- I'm confessin' avec Jimmy Cobb, Fred Henke, Reggie Johnson, Harold Land, 1992
- Small Hotel avec Billy Higgins, Cedar Walton, David Williams, 1993
- Steve Grossman Quartet avec Michel Petrucciani, Joe Farnsworth, Andy Mckee, 1998
- Live: Cafe Praga avec Charles Bellonzi, Fred Henke, Gilbert Rovère, 2000
- The Bible avec Don Alias Bongos, Jan Hammer, Gene Perla, 2006
- Terre Firma, 2006

### Avec Miles Davis
- 1970 : A Tribute To Jack Johnson
- 1970 : Miles Davis at Fillmore (live)